# Covivio
Covivio — французская компания, оператор недвижимости. Работает во Франции, Германии и Италии. Штаб-квартира расположена в Меце.

## История
Компания была основана в 1998 году под названием Foncière des Régions. В 2018 году, после слияния с итальянской компанией Beni Stabili, сменила название на Covivio. Крупнейшим акционером (27 %) стал итальянский миллиардер Леонардо Дель Веккьо (основатель компании Luxottica).

## Деятельность
По стоимости недвижимости основными рынками для компании являются Германия (43 %), Франция (33 %) и Италия (17 %). На офисную недвижимость в 2023 году приходилось 52 % портфолио Covivio, в том числе 27 % — недвижимость во Франции, 17 % — в Италии, 8 % — в Германии; остальную часть портфолио составляли жилая недвижимость в Германии (31 %) и отели в разных странах Европы (17 %). Во Франции объекты в собственности компании в основном сосредоточены в Париже и других городах региона Иль-де-Франс. В Италии главным центром является Милан, а также доля 51 % в недвижимости, используемой Telecom Italia. В Германии компания работает во Франкфурте, Берлине, Дрездене, Лейпциге, Дюссельдорфе, Гамбурге и Мюнхене.
Дочерней компании Covivio Hotels в 2023 году принадлежало 313 отелей в 12 странах, их общая стоимость оценивалась в 6,4 млрд евро. Эти отели управлялись такими гостиничными операторами и сетями, как Accor, InterContinental Hotels Group, NH Hotel Group, B&B Hotels, Meininger Hotels, Radisson Hotel Group.
Крупнейшими клиентами компании по доле в выручке в 2023 году были Accor (5 %), Telecom Italia (4 %), Orange (4 %), NH (3 %), Suez (3 %), IHG (3 %), B&B (3 %), Dassault Systèmes (2 %), Maire Tecnimont (2 %), Thales (2 %), LVMH (1 %), Edvance (1 %), Fastweb (1 %), EDF/Enedis (1 %), NTT Data Italia (1 %), Intesa Sanpaolo (1 %), Crédit Agricole (1 %).
 
В списке крупнейших публичных компаний мира Forbes Global 2000 за 2023 год Covivio заняла 1738-е место (в 2024 году не вошла в этот список из-за больших убытков).